# ليتل سيمز
ليتل سيمز (بالإنجليزية: Little Simz)‏ هي مغنية وممثلة بريطانية-نيجيرية  ولدت في 23 فبراير 1994.

## روابط خارجية
ليتل سيمز على موقع IMDb (الإنجليزية)
- ليتل سيمز على موقع ميوزك برينز (الإنجليزية)
- ليتل سيمز على موقع ميوزك برينز (الإنجليزية)
- ليتل سيمز على موقع ميوزك برينز (الإنجليزية)
- ليتل سيمز على موقع أول ميوزيك (الإنجليزية)
- ليتل سيمز على موقع ديسكوغز (الإنجليزية)
- ليتل سيمز على موقع ديسكوغز (الإنجليزية)
- ليتل سيمز على موقع ديسكوغز (الإنجليزية)
- ليتل سيمز على موقع قاعدة بيانات الفيلم (الإنجليزية)